# J. Lee Thompson
John Lee Thompson (* 1. August 1914 in Bristol, Vereinigtes Königreich; † 30. August 2002 in Sooke, British Columbia, Kanada) war ein britischer Regisseur, Drehbuchautor und Filmproduzent.

## Werdegang
Thompson studierte am Dover College. Er begann als Theaterschauspieler und schrieb zu Beginn seiner Karriere Kriminaltheaterstücke. Eines seiner Stücke wurde erfolgreich 1935 am Londoner West End aufgeführt. Dies brachte ihm Arbeit als Drehbuchautor. 1939 arbeitete er für Alfred Hitchcock als Dialogcoach für dessen Film Riff-Piraten. Während des Zweiten Weltkrieges diente er bei der Royal Air Force. 1950 kehrte er als Drehbuchautor zum Film zurück und erhielt im gleichen Jahr die Gelegenheit seinen ersten Film als Regisseur zu inszenieren. Zwar ließ ihn sein erster Film Mord ohne Mörder noch relativ unbekannt bleiben, doch entwickelte er sich schnell zu einem der erfolgreichsten britischen Regisseure der 1950er Jahre. Sein Film Ein Köder für die Bestie verhalf ihm 1962 dann zu einer Karriere in Hollywood. Er kehrte zwar in den 1960er Jahren noch für einige Filme nach England zurück, doch blieb er vor allem ein Hollywoodregisseur für Thriller und Actionfilme. In den 1980er Jahren führte er bei einer Reihe von Filmen mit Charles Bronson in der Hauptrolle Regie. Diese entstanden allesamt für Cannon Films, für die er das gesamte Jahrzehnt über als Regisseur tätig war. Thompson drehte seinen letzten Film 1989 und starb 2002 nach Herzversagen im Alter von 88 Jahren in seinem Ferienhaus in Kanada.

## Kinofilme
- 1950: Mord ohne Mörder (Murder Without Crime)
- 1953: Der gelbe Ballon (The Yellow Balloon)
- 1954: The Weak and the Wicked
- 1954: Glück auf Raten (For Better, for Worse)
- 1955: Hahn im Korb (As Long as They’re Happy )
- 1955: Ein Alligator namens Daisy (An Alligator Named Daisy)
- 1956: Umfange mich, Nacht (Yield to the Night)
- 1957: The Good Companions
- 1957: Die Frau im Morgenrock (Woman in a Dressing Gown)
- 1958: Eiskalt in Alexandrien (Ice Cold in Alex)
- 1959: Straße ohne Zukunft (No Trees in the Street)
- 1959: Tiger-Bay (Tiger Bay)
- 1959: Brennendes Indien (North West Frontier)
- 1960: Wernher von Braun – Ich greife nach den Sternen (Wernher von Braun)
- 1961: Die Kanonen von Navarone (The Guns of Navarone)
- 1962: Ein Köder für die Bestie (Cape Fear)
- 1962: Taras Bulba
- 1963: Könige der Sonne (Kings of the Sun)
- 1964: Immer mit einem anderen (What a Way to Go!)
- 1965: Eine zuviel im Harem (John Goldfarb, Please Come Home!)
- 1965: Eine Tür fällt zu (Return from the Ashes)
- 1966: Die schwarze 13 (Eye of the Devil)
- 1968: Bevor der Winter kommt (Before Winter Comes)
- 1969: Der gefährlichste Mann der Welt (The Most Dangerous Man in the World)
- 1969: Mackenna’s Gold
- 1969: Country Dance
- 1972: Eroberung vom Planet der Affen (Conquest of the Planet of the Apes)
- 1973: Die Schlacht um den Planet der Affen (Battle for the Planet of the Apes)
- 1974: Huckleberry Finn
- 1975: Die Re-Inkarnation des Peter Proud (The Reincarnation of Peter Proud)
- 1976: Der Tag der Abrechnung (St. Ives)
- 1977: Der weiße Büffel (The White Buffalo)
- 1978: Der große Grieche (The Greek Tycoon)
- 1979: Der Pass des Todes (The Passage)
- 1980: Der Schatz von Caboblanco (Caboblanco)
- 1981: Ab in die Ewigkeit (Happy Birthday to Me)
- 1983: Ein Mann wie Dynamit (10 to Midnight)
- 1984: Der Liquidator (The Evil That Men Do)
- 1984: Der Ambassador (The Ambassador)
- 1985: Quatermain – Auf der Suche nach dem Schatz der Könige (King Solomon’s Mines)
- 1986: Murphys Gesetz (Murphy’s Law)
- 1986: Feuerwalze (Firewalker)
- 1987: Das Weiße im Auge (Death Wish 4 – The Crackdown)
- 1988: Das Gesetz ist der Tod (Messenger of Death)
- 1989: Kinjite – Tödliches Tabu (Kinjite – Forbidden Subjects)

## Filmpreise
- Nominiert Bester Regisseur Oscar, Die Kanonen von Navarone (1961)
- Nominiert Bester Regisseur Golden Globe Award, Die Kanonen von Navarone (1961)
- Nominiert Bester Regisseur Directors Guild of America, Die Kanonen von Navarone (1961)
- Nominiert Bester Film British Academy Film Award, Tiger-Bay (1959)
- Nominiert Bester Film BAFTA, Brennendes Indien (1959)
- Nominiert Goldener Bär Internationale Filmfestspiele Berlin, Tiger-Bay (1959)
- Gewinn FIPRESCI-Preis Internationale Filmfestspiele Berlin, Eiskalt in Alexandrien (1958)
- Nominiert Goldener Bär Internationale Filmfestspiele Berlin, Eiskalt in Alexandrien (1958)
- Gewinn Spezielle Erwähnung Internationale Filmfestspiele Berlin, Die Frau im Morgenrock  (1957)
- Gewinn FIPRESCI-Preis Internationale Filmfestspiele Berlin, Die Frau im Morgenrock  (1957)
- Nominiert Goldener Bär Internationale Filmfestspiele Berlin, Die Frau im Morgenrock  (1957)
- Nominiert Palme d'Or Internationale Filmfestspiele von Cannes, Umfange mich, Nacht (1956)